# If Found...
If Found... es una novela visual desarrollada por Dreamfeel y publicada por Annapurna Interactive en mayo de 2020 para Microsoft Windows, macOS e iOS, y en octubre de 2020 para Nintendo Switch. El juego permite al jugador avanzar a través de dos historias entrelazadas borrando entradas de diario o imágenes. Una de las historias sigue a una exploradora espacial llamada Cassiopeia que intenta prevenir que un agujero negro destruya la Tierra, mientras que la otra sigue a una joven mujer transgénero llamada Kasio en un pequeño pueblo irlandés en diciembre de 1993 mientras navega sus relaciones con su familia y amigos. Las dos historias se alternan en capítulos, conectándose metafóricamente.
El diseño del juego, realizado por la fundadora de Dreamfeel, Llaura McGee, comenzó en 2016, y el desarrollo del juego por un pequeño equipo tomó dos años. Elementos del arco emocional de la historia se tomaron de las experiencias personales de McGee, aunque el juego presenta conceptos de varios desarrolladores y no es autobiográfico. El objetivo principal del juego era conectar a los jugadores con las emociones de la historia, y los mecánicos del juego se eligieron para promover ese objetivo. Los críticos elogiaron el arte y la historia del juego, especialmente por su conexión emocional con el jugador a través del mecanismo de borrado. Fue nominado al premio "Games for Impact" en los The Game Awards de 2020 y al  Outstanding Video Game en la 32ª edición de los GLAAD Media Awards.

## Jugabilidad
"If Found..." es una novela visual en la que el jugador avanza a través de escenas borrando entradas de diario o imágenes usando su cursor o dedo como borrador. Aunque en algunas escenas el jugador elige el orden en el que borra elementos, como diferentes partes de una entrada de diario, y decide qué tan rápido borrar, el juego avanza linealmente a través de las escenas sin desviarse, con la excepción de algunas elecciones en un capítulo de epílogo. La narrativa está dividida en dos historias entrelazadas, con capítulos alternados: una historia de ciencia ficción sobre una exploradora espacial llamada Doctora Cassiopeia que descubre un agujero negro que destruirá la Tierra, y las entradas de diario que siguen la historia de Kasio, una estudiante en Dublín que regresa a su pueblo natal en la Isla Achill, Irlanda, en diciembre de 1993. Ambas historias tienen lugar durante cuatro semanas.

## Trama
Los capítulos de ciencia ficción de la historia siguen a la Doctora Cassiopeia mientras viaja hacia el Planeta X, solo para descubrir un agujero negro que se está expandiendo rápidamente y que pronto destruirá la Tierra. Cassiopeia investiga el agujero negro para encontrar una manera de detenerlo, con la ayuda de mensajes ocasionales de una fuente desconocida que se hace llamar "Control". Cassiopeia descubre que el agujero negro está creando agujeros de gusano que puede usar para saltar hacia adelante en el tiempo, llegando a la Tierra antes que el agujero negro, mientras que Control descubre que el agujero negro fue creado debido a una imagen en el futuro que envió una señal al pasado. Control revela que su nombre es McHugh y le informa que cuando llegue a la Tierra, tendrán menos de un día para llegar a Irlanda, donde la imagen envía la señal.
Los capítulos del diario siguen a Kasio, una mujer transgénero que acaba de completar su maestría en una universidad en Dublín y regresa a su ciudad natal en la Isla de Achill durante diciembre de 1993. Kasio tiene una relación tensa con su hermano mayor Fergal y su madre Brid, a quienes atribuye el estrés en la familia después de la muerte de su padre algunos años atrás, así como a su propia incapacidad para conformarse a las normas sociales de los habitantes de la isla. Después de una pelea con su madre sobre su forma de vestir y apariencia femenina, Kasio se escapa. Encuentra a un amigo, Colum, quien la invita a quedarse con él y el resto de su banda en una casa abandonada y en mal estado en la que están ocupando ilegalmente. Kasio vive con Colum, su novio Jack, y su joven compañero de banda Shans durante varias semanas, adaptándose lentamente a la sensación de estar con personas que parecen aceptarla tal como es a pesar de sus limitados recursos y precaria situación de vivienda. Kasio comienza a estrechar lazos con Shans, compartiendo dificultades en encajar con la cultura de Achill: Kasio debido a su expresión de género y Shans debido a su raza y su incomodidad con la masculinidad tradicional de Achill. Juntos irrumpen en la casa de la familia de Kasio para obtener su ropa, pero son descubiertos por su hermano, quien la critica por preocupar a su madre y avergonzar a la familia al no encajar. Después del primer concierto de la banda, Kasio y Shans consumen drogas y alcohol y observan las estrellas a través de un agujero en el techo de la casa abandonada. A la mañana siguiente, Shans le informa a Kasio que habían acordado huir juntos a Dublín como pareja. Cuando Kasio rechaza la oferta, Shans abandona la casa y la banda. Kasio, Colum y Jack son desalojados de la casa en deterioro y se quedan en casa de la tía de Colum, Maggy, a pesar del enojo de Colum y Jack hacia Kasio.
Kasio intenta reconciliarse con su familia para la cena de Navidad, pero es regañada por su hermano por vivir en una casa abandonada con personas marginadas y luego mudarse con la reservada Maggy, quien es abiertamente gay, en lugar de regresar a casa con su familia, mientras que su madre sigue expresando confusión sobre las decisiones de Kasio. Kasio se siente angustiada por su alejamiento de su familia y se siente indigna de quedarse con Maggy. Es rechazada por Shans, quien le dice que quiere ser "normal", y Kasio regresa a la casa abandonada. Deprimida, se queda allí a pesar de las bajas temperaturas, sin responder a las búsquedas de su hermano o amigos que se acercan a la casa pero no entran en el edificio ahora peligroso. Quema su diario para calentarse antes de sucumbir a la enfermedad y la hipotermia.
A medida que la historia de ciencia ficción llega a su fin, Cassiopeia llega a la Tierra solo para descubrir que McHugh es un contador que accidentalmente logró comunicarse con ella. Toman la imagen, un dibujo de un niño de una escena espacial que previamente se mostró que fue dibujado por Kasio cuando era niña, y lo colocan en el buzón de una mujer que se parece a Brid para que lo encuentre antes de esperar a que el agujero negro golpee la Tierra. Kasio despierta en la casa abandonada el 31 de diciembre, habiendo sido encontrada por su madre. El epílogo cubre una serie de entradas de diario construidas por el jugador que cubren detalles dispersos de los años siguientes, como Kasio y su madre acercándose, Maggy aprendiendo a vivir sin esconder su lesbianismo, y Shans cambiando su nombre a Anu y saliendo como no binario. La historia de ciencia ficción tiene escenas de Cassiopeia viajando y reuniendo a personas dispersas después de la destrucción del agujero negro. El jugador elige cómo se siente Kasio acerca de cada desarrollo a partir de algunas opciones.

## Desarrollo
El juego fue desarrollado como el primer juego por el estudio irlandés Dreamfeel. La directora del estudio, Llaura McGee, fue la escritora y diseñadora principal. Fue publicado por Annapurna Interactive. El desarrollo inicial del juego comenzó en 2016. McGee envió un diseño propuesto para "una ópera espacial de aventuras protagonizada por gatos" a la artista Liadh Young, quien respondió con arte conceptual, y ambas comenzaron a desarrollar conceptos de juego. McGee quería crear un juego con un equipo en lugar de un pequeño proyecto en solitario como sus juegos anteriores, pero quería mantenerlo enfocado en las fortalezas de las personas involucradas, como el trasfondo de arte de cómics de Young, y comenzó a armar un pequeño equipo. Algunos conceptos iniciales incluían un "anti-simulador de citas" o un juego ambientado en una "academia de brujas" basado en completar un diario a través de diferentes tareas, pero McGee y los demás desarrolladores sintieron que era mejor crear una historia y luego dejar que los mecánicos del juego la sirvieran para crear una "experiencia completa". En ese momento, McGee estaba interesada en cuadernos y marginalia, y el equipo se centró en esa idea para el juego. McGee y la escritora principal, Eve Golden Woods, describen el proceso de desarrollo de If Found..., una vez que el diseño fue decidido, como un proceso que tomó dos años, con un equipo de "cuatro o cinco personas principales" más ayuda adicional trabajando en él. Las ideas fueron aportadas por todo el equipo; los créditos finales enumeran nueve contribuyentes de Dreamfeel. El equipo creó una demo del juego para mostrarla en eventos, pero encontraron difícil terminar el proyecto, lo que McGee dice que fue un patrón consistente para ellos. Acreditan a Annapurna, quien se sumó al proyecto a mitad de camino, por impulsarlos a completarlo de manera pulida.